# ديفيد هارت
ديفيد هارت (بالإنجليزية: David Hart)‏ (4 فبراير 1944، لندن في المملكة المتحدة - 5 يناير 2011)؛ مخرج أفلام، شخصية أعمال وروائي بريطاني.

## روابط خارجية
- دايفيد هارت على موقع IMDb (الإنجليزية)
- دايفيد هارت على موقع ديسكوغز (الإنجليزية)